# Khalid al-Temawi
Khalid al-Temawi (arabisch خالد التيماوي, DMG Ḫālid at-Tīmāwī; * 19. April 1969 in Riad) ist ein ehemaliger saudi-arabischer Fußballspieler.

## Karriere

### Klub
Er spielte über den kompletten bekannten Zeitraum seiner Klub-Karriere bei al-Hilal, wo er mit seiner Mannschaft mindestens zweimal Meister und einmal Pokalsieger wurde.

### Nationalmannschaft
Sein erster bekannter Einsatz für die saudi-arabische Nationalmannschaft war am 14. Mai 1993 ein 8:0-Sieg über Macau während der Qualifikation für die Weltmeisterschaft 1994. Nach weiteren Qualifikations- und Freundschaftsspielen in den nächsten Jahren, so auch unter anderem für die Asienmeisterschaft 1996, war sein erstes Turnier, bei dem er im Kader stand, der Golfpokal 1996, wo er auch vier Einsätze bekam. Zum Ende des Jahres war er auch Teil der Mannschaft bei der Asienmeisterschaft 1996 und kam hier in allen Spielen zum Einsatz, ehe er am Ende mit seiner Mannschaft den Titel gewann.
Im nächsten Jahr ging es dann weiter mit der Qualifikation für die Weltmeisterschaft 1998, worauf am Ende des Jahres noch die Teilnahme am Konföderationen-Pokal 1997 folgte, bei dem er auf drei Einsätze kam. Das Jahr 1998 bildete abschließend, nachdem er nicht Teil des Kaders bei der Weltmeisterschaft 1998 gewesen war, den Großteil des Endes seiner Karriere im Nationaldress. Im Herbst war er so noch Teil des Kaders beim Arabischen Nationenpokal 1998 und beim Golfpokal 1998. Sein letztes Spiel war schließlich darauf ein 0:0-Freundschaftsspiel gegen Südafrika am 30. September 1999.